# زمین‌لرزه ۱۹۷۲ پاکستان
زمین‌لرزه پاکستان  در تاریخ ۳ سپتامبر ۱۹۷۲ میلادی، برابر با ‎۱۲ شهریور ۱۳۵۱، ساعت ۱۶:۴۸:۳۰ به زمان یوتی‌سی در پاکستان رخ داد. ژرفای این زلزله ۳۳٫۴ کیلومتر بود. بزرگی آن ۶٫۲ در مقیاس Ms اعلام شده‌است. زمین‌لرزه به وقت محلی در روز یکشنبه، ساعت ۲۱ روی داده و منطقه زمانی آن یوتی‌سی +۵ بوده‌است .
سازمان زمین‌شناسی آمریکا نیز جای این زمین‌لرزه را در مختصات ۳۶°۰۰′شمالی ۷۳°۲۴′شرقی / ۳۶°شمالی ۷۳٫۴°شرقی و بزرگی آنرا برابر با ۶٫۲ در مقیاس ریشتر اعلام کرده‌است. ژرفای گزارش شده از سوی این سازمان ۳۶ کیلومتر می‌باشد.
شمار کشتگان زلزله حدود ۱۰۰ نفر بوده‌است.